# (2317) Galya
(2317) Galya es un asteroide perteneciente al cinturón de asteroides, descubierto el 24 de septiembre de 1960 por Cornelis Johannes van Houten en conjunto a su esposa también astrónoma Ingrid van Houten-Groeneveld y el astrónomo Tom Gehrels desde el Observatorio del Monte Palomar, Estados Unidos.  

## Designación y nombre
Designado provisionalmente como 2524 P-L. Fue nombrado Galya en homenaje a "Galja Ljubarskij" amigo de Tom Gehrels.